# Hieracium cephalochnoum
Hieracium cephalochnoum es una especie de planta con flor del género Hieracium, de la familia Asteraceae, orden Asterales.

## Distribución
Hieracium cephalochnoum se distribuye por Islandia.

## Taxonomía
Fue descrita científicamente por Oskarsson. Fue publicada en Vísindafj. Íslend. 34 (Suppl. Hierac. Fl. Icel.): 10 (1961).